# 1946 dans les parcs de loisirs
| Années des parcs de loisirs : 1943 - 1944 - 1945 - 1946 - 1947 - 1948 - 1949    |
| Décennies des parcs de loisirs : 1910 - 1920 - 1930 - 1940 - 1950 - 1960 - 1970 |

## Parcs d'attractions

### Ouverture
- Santa Claus Land ( États-Unis) Ouvert au public le 3 août 1946. Aujourd'hui connu sous le nom Holiday World & Splashin' Safari.
- Karolinelund (en) ( Danemark) Aussi appelé Tivoliland, des années 1970 à 2005, et Tivoli Karolinelund. Fermé en 2010.

## Attractions

### Montagnes russes
| Nom   | Type/Modèle | Constructeur                  | Parc        | Pays       |
| ----- | ----------- | ----------------------------- | ----------- | ---------- |
| Comet | Bois        | Philadelphia Toboggan Company | Hersheypark | États-Unis |

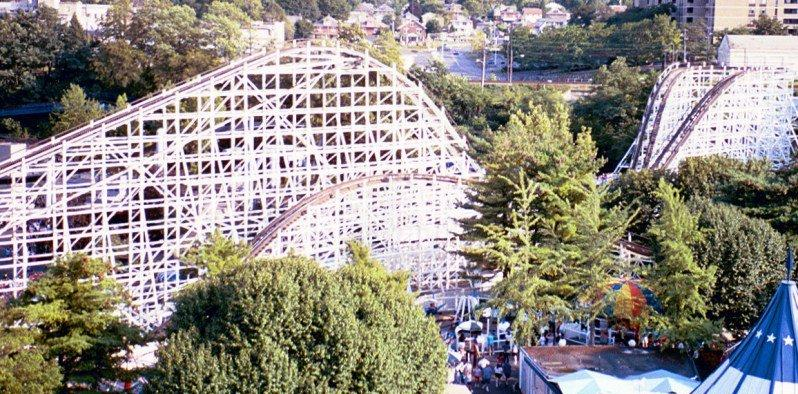
Comet à Hersheypark